# Catedral basílica de Santo Tomás
La Basílica de Santo Tomás o bien Basílica de Santo Tomé  (en tamil: சாந்தோம் பசிலிக்கா, originalmente en portugués: Basílica de São Tomé) es una  basílica menor católica de rito latino en Santhome, en la ciudad de Chennai (Madras), India. Fue construida en el siglo XVI por los exploradores portugueses, sobre la tumba de Santo Tomás , apóstol de Jesús. En 1893 , fue reconstruido como una iglesia con el estado de una catedral por los británicos. La versión británica sigue en pie hoy en día. Fue diseñado en estilo neogótico , favorecido por los arquitectos británicos en el siglo XIX.
Santo Tomás, fue uno de los doce discípulos de Jesús, llegó en el sur de la India - Tamilakam, en lo que hoy representa el estado indio de Kerala en el año 52 dC y predicó entre el 52 dC y el 72 dC, cuando fue martirizado en el monte Santo Tomás.
La Basílica de Santo Tomé es la iglesia principal de la Arquidiócesis de Madrás y Meliapor. En 1956, el Papa Pío XII elevó la iglesia a la categoría de Basílica Menor , y el 11 de febrero de 2006, fue declarado santuario nacional por la Conferencia de Obispos Católicos de la India .